# Литъл Колорадо (река)
Литъл Колорадо на английски: Little Colorado River е река в щатите Аризона и Ню Мексико, Съединените американски щати.
Дължината ѝ е 507 km. Водосборният ѝ басейн е 68 635 km2. Извира на 2548 m н.в., а надморската височина при устието ѝ е 823 m н.в.